# جوليا مونتغومري
جوليا مونتغومري (بالإنجليزية: Julia Montgomery)‏ هي ممثلة أمريكية، ولدت في 2 يوليو 1960 بكانساس سيتي في الولايات المتحدة.

## وصلات خارجية
- جوليا مونتغومري على موقع IMDb (الإنجليزية)
- جوليا مونتغومري على موقع قاعدة بيانات الفيلم (الإنجليزية)